# 沃思維爾 (喬治亞州)
沃思維爾（英語：Worthville）是位於美國喬治亞州巴茨縣的一個非建制地區。該地的面積和人口皆未知。

## 地理
沃思維爾的座標為33°23′23″N 83°55′17″W / 33.38972°N 83.92139°W，而該地的平均海拔高度為200米（即656英尺）。